# Bartomeu Salvà Simonet
Bartomeu Salvà Simonet (Palma, 1968). Arqueòleg. Professor de la UIB i exdirector del Museu de Mallorca (2018).

## Biografia
Es va llicenciar (1992) i doctorar a la Universitat de Barcelona (2013). Docent de secundària a l'IES Emili Darder i professor associat del Departament d'Història de la Universitat de les Illes Balears (UIB). Codirector de les excavacions dels Closos de Can Gaià. Participà en les excavacions de Can Maiol i Can Martorellet i a la carta arqueològica de Felanitx. El febrer de 2018 va ser nomenat director del Museu de Mallorca en substitució de Joana Maria Palou.

## Arqueometal·lúrgia a les Balears
Salvà elaborà la seva tesi doctoral, el 2013, basant-se, sobretot, en l'excavació dels Closos de Can Gaià a Felanitx, que va codirigir. Els materials estudiats procedien de molts diversos indrets i jaciments de les Balears, en la majoria de casos d'excavacions antigues o de troballes casuals.
L'antiguitat de les excavacions i el deficient registre arqueològic va ser suplert, en part, per les abundants informacions de moltes de les troballes i de l'acurat registre d'algunes campanyes a jaciments excavats a la segona meitat del segle xx, com és el cas de Son Matge a Mallorca o Son Mercer de Baix a Menorca. Això va permetre cimentar un ancoratge cronològic i de disposició micro i semimicroespacial. També s'hi afegiren els estudis més recents sobre l'explotació de mineral local durant la prehistòria. El punt de partida primordial per l'estudi de les societats de l'Edat del Bronze es fonamentà en un estudi desenvolupat per Salvà juntament amb Manuel Calvo (1997).

## Obres
- Arquitectura ciclópea del Bronce balear: análisis morfofuncional y desarrollo secuencial. Amb Manuel Calvo Trias i Víctor M. Guerrero Ayuso. Palma: El Tall, 2001. 84-87685-96-X.
- El pretalaiòtic al llevant mallorquí (1700-1100 AC): anàlisi territorial. Palma: Documenta Balear, S.A., 2001. 84-95694-06-9.
- La cova des Moro: (Manacor, Mallorca): campanyes d'excavacions arqueològiques 1995-1998. Amb Víctor M. Guerrero Ayuso i Manuel Calvo Trias. Palma: Servei de Patrimoni Cultural, 2001. 84-87389-10-4.[5]